# Avenida Los Próceres de Huandoy
La avenida Los Próceres de Huandoy es una de las principales avenidas de la ciudad de Lima, capital del Perú. Se extiende de sur a norte, entre los distritos de San Martín de Porres, Los Olivos y Comas.

## Recorrido
Desde el sur, inicia intersecando a la avenida Los Alisos, entre los límites de San Martín de Porres y Los Olivos . Al atravesar la avenida Naranjal. se observa el Mercado Modelo de Huandoy. Al cruzar la avenida Marañon, transita por la urbanización Laura Caller. Al intersecar la avenida A, se encuentra la Huaca Naranjal de Los Olivos. Al dividir la avenidas Central, Holanda y 2 de octubre, transita por las urbanizaciones San Elías, Santa Ana y Los Rosales. Al atravesar las avenidas Zaragoza y Cordialidad, se encuentra la urbanización Pro. Al cruzar la avenida Alfredo Mendiola / carretera Panamericana Norte, se encuentran hitos urbanos como el Mercado Unicachi Pro Industrial, que es una zona en disputa territorial entre los distritos Comas y San Martín de Porres. Finalmente, termina su recorrido al noreste en la avenida Gerardo Unger. 